# Uni Debess
Uni Debess (født Uni Reinert Debess den 24. november 1979 i Tórshavn) er en færøsk musiker, sangskriver og guitarspiller. 
Han er søn af Per Debess, der var en kendt musiker på Færøerne, specielt i 1970'erne, da han dannede halvdelen af Debess og Petersen duoen. Uni R. Debess gik til musikundervisning i Tórshavnar Musikskole 1999-2001, derefter var han medlem af flere bands. Han blev et kendt navn som blues-musiker på Færøerne i 2005, da han og hans band GoGo Blues vandt den nu nedlagte færøske musik konkurrence Prix Føroyar. Han har samarbejdet musikalsk med sin onkel, Edvard Nyholm Debess, de har bl.a. udgivet et album under navnet Debess Blues Station. Uni Reinert Debess er oldebarn af Nyholm Debess.

## Udgivelser

### Egne udgivelser
- "Green", 2016.
- Blue Buzz, 2013.[2]
- "Life Is a Picture", 2012.
- "Gengi Eg, Yrkingar eftir Nyholm Debess", 2006.

### Udgivelser med Debess Blues Station
- "Debess Blues Station, Live from the dairy (DVD)", 2011.
- Debess Blues Station, 2010. Musikere: Uni Reinert Debess, Edvard Nyholm Debess og andre.[3]

### Udgiveler med Crawling Blue
- The Well, 2009. Musikere: Uni Reinert Debess, Brandur Jacobsen, Eyðun Johannesen og Óli Olsen.

### Udgiveler med Go Go Blues
- "Go Go Blues, Face to Face with the Devil", 2006. Go Go Blues, 2005.

### Udgiveler med Headache Blues Treo
- "Mr. Puffman", 2004. Sanger: Uni Debess.

## Eksterne links
- Wikimedia Commons har flere filer relateret til Uni Debess